# Folkräkningen i Betlehem
Folkräkningen i Betlehem är en oljemålning från 1566 av den flamländske konstnären Pieter Bruegel den äldre. Ämnet är från Lukasevangeliet 2:1–5, om skatteskrivningen i Betlehem. Bruegel har överfört motivet till samtidens politiska situation i det spanskstyrda Nederländerna.
Målningen är signerad BRVEGEL / 1566. År 1902 köptes den in till Kungliga museet för sköna konster i Bryssel. På samma museum finns även Pieter Brueghel den yngres efterbildning från 1610.